# Bryotropha vondermuhlli
Bryotropha vondermuhlli is een vlinder uit de familie tastermotten (Gelechiidae). De wetenschappelijke naam is voor het eerst geldig gepubliceerd in 2003 door Nel & Brusseaux.
De soort komt voor in Europa.